# St. Helena AVA
St. Helena AVA (oder Saint Helena AVA, anerkannt seit dem 11. September 1995) ist ein Weinbaugebiet im US-Bundesstaat Kalifornien und ist Teil der überregionalen Napa Valley AVA. Die Rebflächen liegen um die Stadt St. Helena, die der Region ihren Namen gab. Die anerkannten Gebiete liegen am nördlichen Ende des Napa Valley zwischen den Vaca Mountains und den Mayacamas Mountains. Hier gründete Charles Krug, der im Allgemeinen als der Begründer des Weinbaus im Napa Valley gilt, im Jahr 1861 seinen Betrieb Charles Krug Winery.